# Eulepidotis preclara
Eulepidotis preclara là một loài bướm đêm trong họ Erebidae.